# Pomrożyce
Pomrożyce – sołectwo w północnej części miasta Zawiercie, do 1977 roku oddzielna wieś. W roku 2015 liczyły 283 mieszkańców.
Od 1867 w gminy Kromołów. Za Królestwa Polskiego gmina Kromołów należała początkowo do powiatu olkuskiego w guberni kieleckiej. W 1890 roku gminę Kromołów przyłączono do powiatu będzińskiego w guberni piotrkowskiej. W II RP przynależały do woj. kieleckiego, gdzie 31 października 1933 otrzymały status gromady w gminie Kromołów.
Podczas II wojny światowej włączone do III Rzeszy.
Po wojnie w woj. śląskim i katowickim, gdzie stanowiła jedną z 6 gromad gminy Kromołów (obok Blanowic, Bzowa, Kromołowa, Łośnic i Skarżyc).
W związku z reformą znoszącą gminy jesienią 1954 roku, Pomrożyce włączono do gromady Blanowice w powiecie zawierciańskim.
Gromada Blanowice przetrwała do końca 1972 roku, czyli do kolejnej reformy gminnej. 1 stycznia 1973 Pomrożyce weszły ponownie w skład reaktywowanej gminy Kromołów w powiecie zawierciańskim w woj. katowickim. 1 czerwca 1975 gmina weszła w skład nowo utworzonego mniejszego woj. katowickiego.
1 lutego 1977 gminę Kromołów zniesiono, a jej obszar włączony do miasta Zawiercia, przez co Pomrożyce stały się integralną częścią Zawiercia.